# Eddie Pasveer
Eduard Gerhard (Eddie) Pasveer (Enschede, 29 juni 1956) is een voormalig Nederlands voetballer. Als doelverdediger stond hij onder contract bij FC Twente en De Graafschap.
Pasveer speelde in zijn jeugd bij de amateurclub AZSV uit Aalten en werd op zijn vijftiende ingelijfd door FC Twente. In het seizoen 1974/75 werd hij voor het eerst bij de selectie van het eerste elftal gehaald. Op 2 mei 1976 maakte hij zijn profdebuut in een uitwedstrijd tegen Eindhoven. Pasveer wist bij Twente niet door te breken als eerste keeper. In zes seizoenen kwam hij tot 23 wedstrijden. Drie maal kwam hij voor FC Twente uit in de UEFA Cup. In het seizoen 1978/79 stond hij opgesteld in de dubbele ontmoeting tegen Manchester City (1-1, 2-3) en een jaar later verdedigde hij het doel tegen Panionios (0-4).
In 1981 kreeg Pasveer een vrije transfer en vertrok naar De Graafschap. Hij speelde in één seizoen vijftien wedstrijden en vervolgde daarna zijn carrière bij hoofdklasser Sportclub Enschede. Na zijn actieve carrière was hij keeperstrainer van onder meer SC Enschede, FC Twente en Heracles. Eddie Pasveer is de vader van keeper Remko Pasveer.